# Brathanki
Brathanki je polská hudební skupina, jejíž tvorba vychází z folklóru, který kombinuje s rockovým a popovým zvukem.
Skupinu založil roku 1998 akordeonista Janusz Mus. Následujícího roku se stala sólovou zpěvačkou studentka etnografie Halina Mlynkova, pocházející z Návsí, v repertoáru skupiny jsou proto písně v polštině i češtině. Její styl se inspiruje nejen lidovou hudbou těchto zemí, ale také maďarskou a balkánskou, spolupracuje s hudebním skladatelem Ferencem Sebö. První album Ano!, vydané v březnu 2000, se umístilo na pátém místě hitparády OLiS, získalo čtyři ceny Fryderyk a čtyři platinové desky. V roce 2003 Mlynkova skupinu opustila a vydala se na sólovou dráhu, po řadě personálních změn je od roku 2009 hlavní zpěvačkou Agnieszka Dykova.

## Diskografie
- Ano! (2000)
- Patataj (2001)
- Galoop (2003)
- Gwiazdy XX wieku (2007)
- Brathanki grają Skaldów (2011)
- moMtyle (2014)